# Неділищенська сільська рада
Неділищенська сільська рада — колишня адміністративно-територіальна одиниця та орган місцевого самоврядування у Барашівському і Ємільчинському районах Коростенської і Волинської округ, Київської й Житомирської областей Української РСР та України з адміністративним центром у с. Неділище.

## Населені пункти
Сільській раді були підпорядковані населені пункти:
- с. Неділище
- с. Бастова Рудня
- с. Шевченкове

## Населення
Кількість населення ради, станом на 1923 рік, становила 2 110 осіб, кількість дворів — 389.
Відповідно до результатів перепису населення СРСР, кількість населення ради, станом на 12 січня 1989 року, становила 1 383 особи.
Станом на 5 грудня 2001 року, відповідно до перепису населення України, кількість мешканців сільської ради становила 1 287 осіб.

## Склад ради
Рада складалась з 16 депутатів та голови.

### Керівний склад сільської ради
| ПІБ                                | Основні відомості                                                               | Дата обрання | Дата звільнення |
| ---------------------------------- | ------------------------------------------------------------------------------- | ------------ | --------------- |
| Крупницький Григорій Володимирович | Сільський голова, 1958 року народження, освіта, безпартійний                    | 31.10.2010   | 25.10.2015      |
| Грива Ольга Володимирівна          | Сільський голова, 1973 року народження, освіта середня спеціальна, позапартійна | 25.10.2015р  |                 |

Примітка: таблиця складена за даними джерела

## Історія
Створена 1923 року в складі сіл Неділище та урочищ Хатки і Щеньовське Барашівської волості Коростенського повіту Волинської губернії. 12 січня 1924 року, відповідно до рішення Волинської ГАТК (протокол № 6/1 «Про зміни в межах округів, районів і сільрад»), х. Хатки передано до складу Барашівської сільської ради Барашівського району.
Станом на 1 вересня 1946 року сільська рада входила до складу Барашівського району Житомирської області, на обліку в раді перебували села Неділище та Шевченкове, ур. Щеньовське не значилося на обліку населених пунктів.
11 серпня 1954 року, відповідно до указу Президії Верховної ради Української РСР «Про укрупнення сільських рад по Житомирській області», до складу ради включено с. Бастова Рудня ліквідованої Бастово-Руднянської сільської ради Барашівського району.
На 1 січня 1972 року сільська рада входила до складу Ємільчинського району Житомирської області, на обліку в раді перебували села Бастова Рудня, Неділище та Шевченкове.
Ліквідована 23 грудня 2016 року через об'єднання до складу Барашівської сільської територіальної громади Ємільчинського району Житомирської області.
Входила до складу Барашівського (7.03.1923 р.) та Ємільчинського (30.12.1962 р.) районів.